# Ozan İpek
Ozan İpek (ur. 10 listopada 1986 w Ankarze) – turecki piłkarz występujący na pozycji pomocnika. Zawodnik klubu Erzincanspor.

## Kariera klubowa
İpek seniorską karierę rozpoczynał w 2003 roku w klubie Batman Petrolspor z 3. Lig. Spędził tam 3 lata, a potem odszedł do Kahramanmaraşspor, także grającego w 3. Lig. W 2007 roku awansował z nim do 2. Lig. Latem 2008 roku został wypożyczony do Bucasporu, również występującego w 2. Lig. Grał tam przez pół roku.
W styczniu 2009 roku İpek podpisał kontrakt z Bursasporem z Süper Lig. W tych rozgrywkach zadebiutował 4 kwietnia 2009 roku w wygranym 2:0 pojedynku z Ankarasporem. 26 września 2009 roku w wygranym 4:0 spotkaniu z Diyarbakırsporem strzelił pierwszego gola w Süper Lig. W 2010 roku zdobył z zespołem mistrzostwo Turcji. W 2013 był wypożyczony do Mersin İdman Yurdu. W 2015 przeszedł do Antalyasporu, a w 2016 do Adana Demirspor.

## Kariera reprezentacyjna
W reprezentacji Turcji İpek zadebiutował 3 maja 2010 roku w wygranym 2:0 towarzyskim meczu z Hondurasem.